# Дібрівська сільська рада (Лисянський район)
Дібрі́вська сільська́ ра́да — адміністративно-територіальна одиниця та орган місцевого самоврядування в Лисянському районі Черкаської області. Адміністративний центр — село Дібрівка.

## Загальні відомості
- Населення ради: 270 осіб (станом на 2001 рік)

## Населені пункти
Сільській раді були підпорядковані населені пункти:
- с. Дібрівка

## Склад ради
Рада складалася з 12 депутатів та голови.
- Голова ради: Невмиваний Іван Петрович
- Секретар ради: Сікало Наталія Володимирівна

### Керівний склад попередніх скликань
| Прізвище, ім'я, по батькові   | Основні відомості                                                 | Дата обрання | Дата звільнення |
| ----------------------------- | ----------------------------------------------------------------- | ------------ | --------------- |
| Бондаренко Андрій Миколайович | Сільський голова, 1969 року народження, безпартійний              | 26.03.2006   | 31.10.2010      |
| Невмиваний Іван Петрович      | Сільський голова, 1964 року народження, освіта вища, позапартійна | 31.10.2010   |                 |

Примітка: таблиця складена за даними сайту Верховної Ради України

### Депутати
За результатами місцевих виборів 2010 року депутатами ради стали:

#### За суб'єктами висування
| Суб'єкт висування           | Кількість обраних депутатів | %    |
| --------------------------- | --------------------------- | ---- |
| Самовисування               | 8                           | 66,7 |
| Партія регіонів             | 2                           | 16,7 |
| Комуністична партія України | 1                           | 8,3  |
| Народна партія              | 1                           | 8,3  |

#### За округами
| № округу                    | Прізвище, ім'я, по батькові      | Дата визнання обраним | Освіта  | Партійна приналежність            | Відомості про обраного депутата                       |
| --------------------------- | -------------------------------- | --------------------- | ------- | --------------------------------- | ----------------------------------------------------- |
| Комуністична партія України |                                  |                       |         |                                   |                                                       |
| 1                           | Сікало Петро Володимирович       | 03.11.2010            | вища    | член Комуністичної партії України | пенсіонер                                             |
| Народна Партія              |                                  |                       |         |                                   |                                                       |
| 11                          | Бондаренко Микола Андрійович     | 03.11.2010            | середня | позапартійний                     | пенсіонер                                             |
| Партія регіонів             |                                  |                       |         |                                   |                                                       |
| 2                           | Алечко Алла Миколаївна           | 03.11.2010            | вища    | член Партії регіонів              | Дібрівськас/рада, бухгалтер                           |
| 12                          | Сікало Наталія Володимирівна     | 03.11.2010            | вища    | член Партії регіонів              | Дібрівська с/рада, секретар                           |
| Самовисування               |                                  |                       |         |                                   |                                                       |
| 3                           | Очеретяна Ольга Василівна        | 03.11.2010            | середня | член Партії регіонів              | приватний підприємець                                 |
| 4                           | Невмивана Людмила Павлівна       | 03.11.2010            | середня | позапартійна                      | Дібрівськас/рада, прибиральниця                       |
| 5                           | Коваленко Світлана Михайлівна    | 03.11.2010            | середня | позапартійна                      | приватний підприємець                                 |
| 6                           | Назаренко Лариса Митрофанівна    | 03.11.2010            | середня | член Партії регіонів              | пенсіонер                                             |
| 7                           | Орлова Галина Володимирівна      | 03.11.2010            | середня | член Партії регіонів              | тимчасово не працює                                   |
| 8                           | Теліга Наталія Миколаївна        | 03.11.2010            | середня | член Партії регіонів              | Лисянський територіальний центр, соціальний працівник |
| 9                           | Очеретяний Анатолій Анатолійович | 03.11.2010            | середня | член Партії регіонів              | Лисянський лісгосп, різноробочий                      |
| 10                          | Ганжа Віктор Іванович            | 03.11.2010            | середня | член Партії регіонів              | тимчасово не працює                                   |

## Населення
За переписом населення України 2001 року в селі мешкало 269 осіб.

### Мова
Розподіл населення за рідною мовою за даними перепису 2001 року:
| Мова       | Відсоток |
| ---------- | -------- |
| українська | 99,63 %  |
| російська  | 0,37 %   |